# Picquigny
Picquigny és un municipi francès situat al departament del Somme i a la regió dels Alts de França. L'any 2007 tenia 1.382 habitants.

## Demografia

### Població

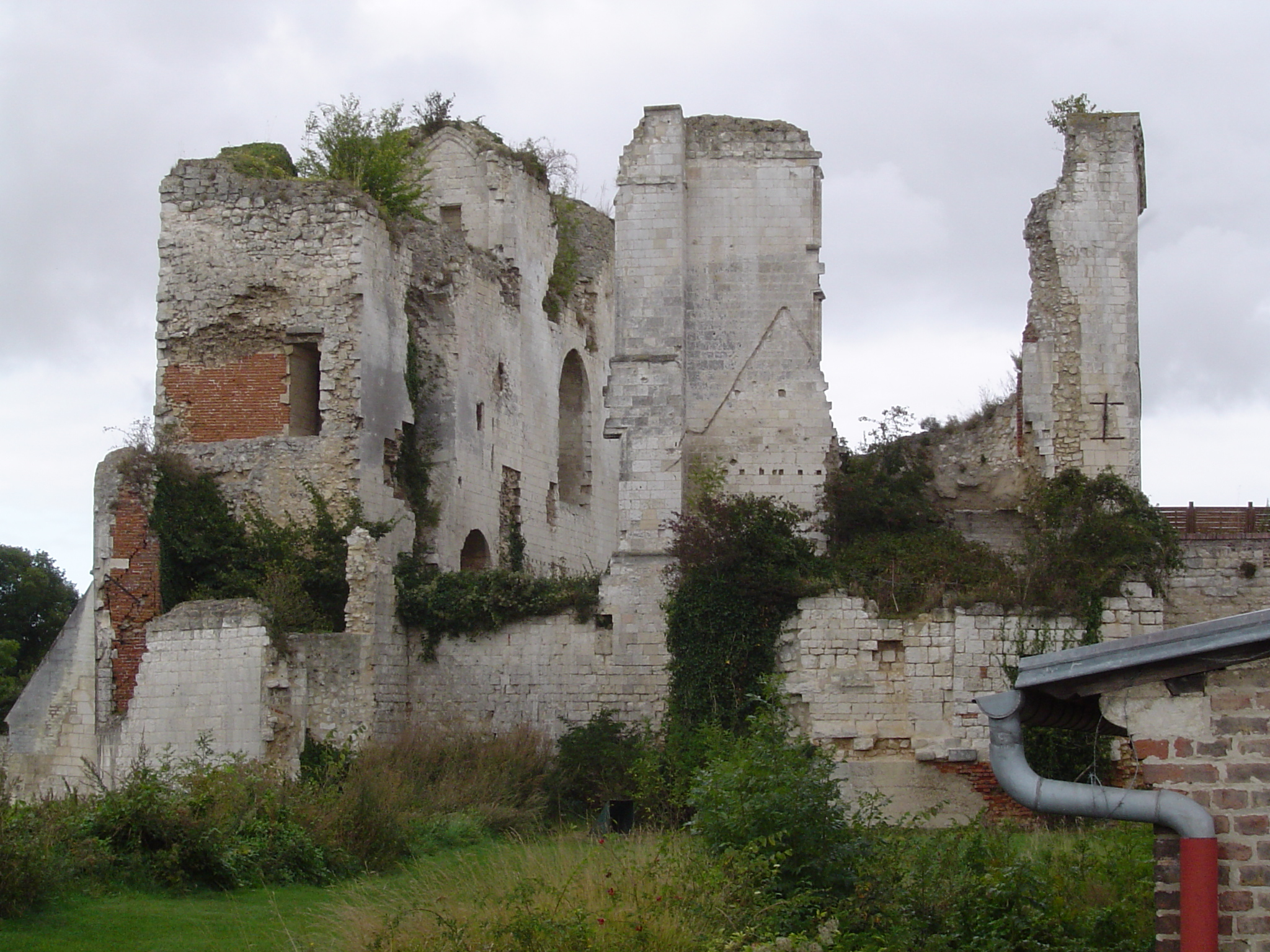
castell

El 2007 la població de fet de Picquigny era de 1.382 persones. Hi havia 516 famílies de les quals 124 eren unipersonals (60 homes vivint sols i 64 dones vivint soles), 164 parelles sense fills, 180 parelles amb fills i 48 famílies monoparentals amb fills.

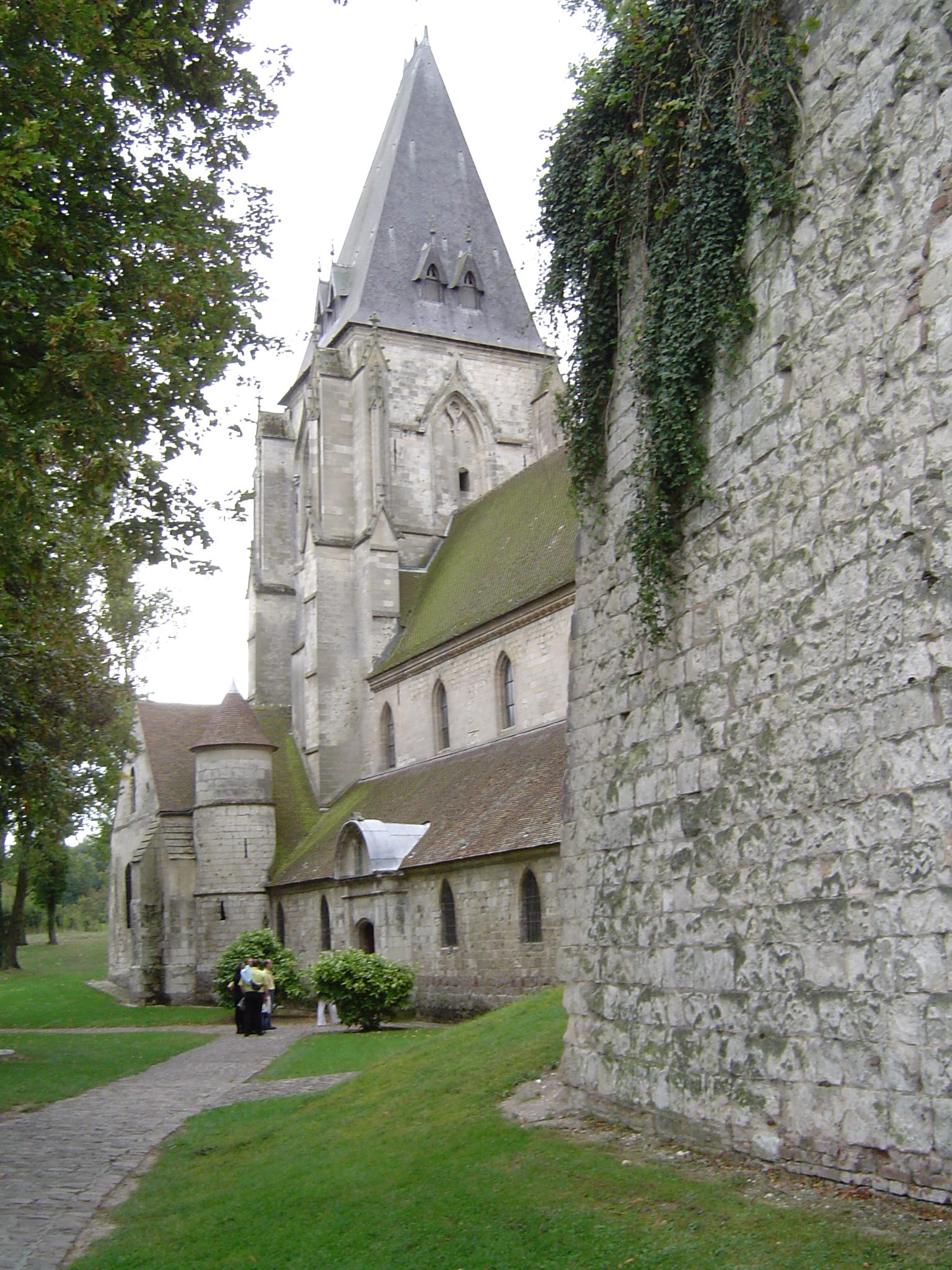
castell

La població ha evolucionat segons el següent gràfic:
Habitants censats

### Habitatges
El 2007 hi havia 569 habitatges, 521 eren l'habitatge principal de la família, 17 eren segones residències i 31 estaven desocupats. 491 eren cases i 76 eren apartaments. Dels 521 habitatges principals, 372 estaven ocupats pels seus propietaris, 129 estaven llogats i ocupats pels llogaters i 20 estaven cedits a títol gratuït; 3 tenien una cambra, 47 en tenien dues, 88 en tenien tres, 119 en tenien quatre i 264 en tenien cinc o més. 275 habitatges disposaven pel capbaix d'una plaça de pàrquing. A 221 habitatges hi havia un automòbil i a 223 n'hi havia dos o més.

### Piràmide de població

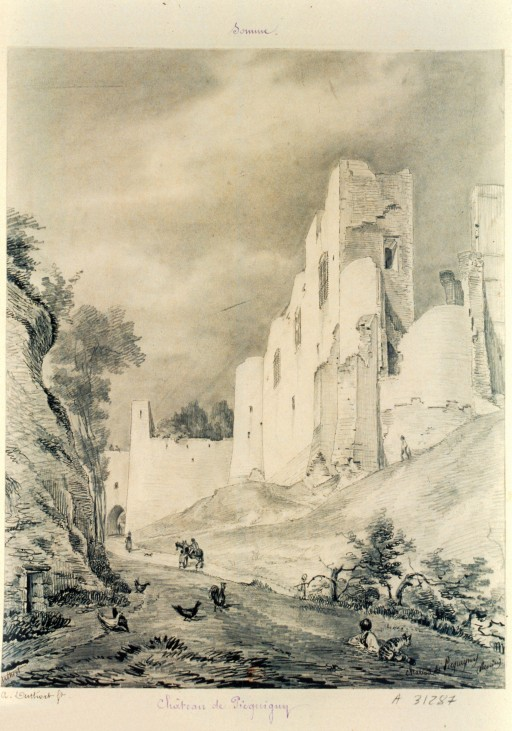

La piràmide de població per edats i sexe el 2009 era:
| Homes | Edats   | Dones |
| ----- | ------- | ----- |
| 0     | 95 o +  | 4     |
| 4     | 90 a 94 | 12    |
| 4     | 85 a 89 | 36    |
| 12    | 80 a 84 | 16    |
| 36    | 75 a 79 | 20    |
| 20    | 70 a 74 | 24    |
| 28    | 65 a 69 | 24    |
| 16    | 60 a 64 | 32    |
| 40    | 55 a 59 | 24    |
| 48    | 50 a 54 | 40    |
| 76    | 45 a 49 | 64    |
| 40    | 40 a 44 | 40    |
| 60    | 35 a 39 | 44    |
| 32    | 30 a 34 | 52    |
| 48    | 25 a 29 | 36    |
| 48    | 20 a 24 | 40    |
| 48    | 15 a 19 | 52    |
| 52    | 10 a 14 | 44    |
| 28    | 5 a 9   | 36    |
| 28    | 0 a 4   | 32    |

## Economia
El 2007 la població en edat de treballar era de 898 persones, 687 eren actives i 211 eren inactives. De les 687 persones actives 606 estaven ocupades (326 homes i 280 dones) i 81 estaven aturades (40 homes i 41 dones). De les 211 persones inactives 73 estaven jubilades, 68 estaven estudiant i 70 estaven classificades com a «altres inactius».

### Ingressos

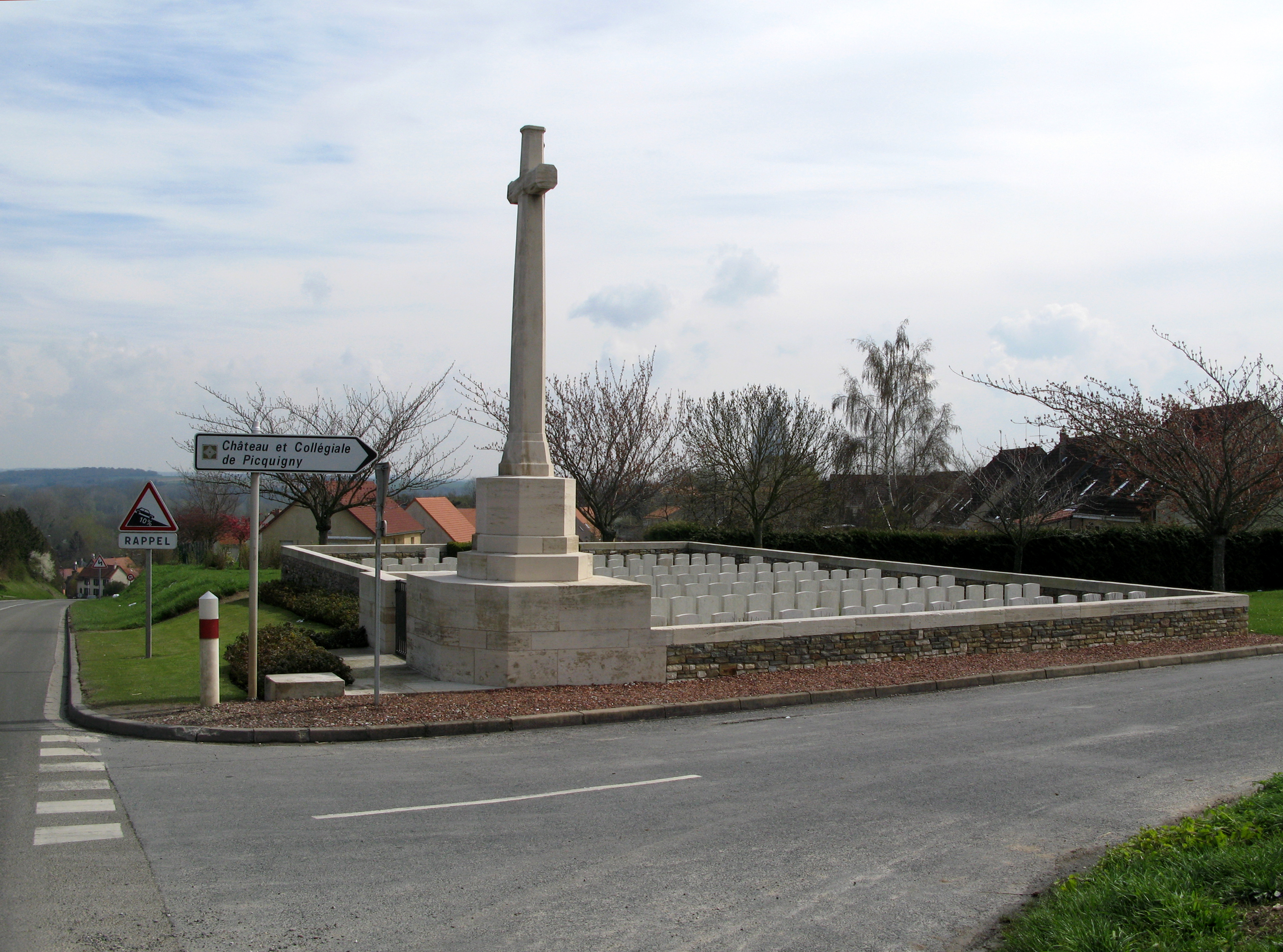
cementiri

El 2009 a Picquigny hi havia 517 unitats fiscals que integraven 1.302,5 persones, la mediana anual d'ingressos fiscals per persona era de 17.183 €.

### Activitats econòmiques
Dels 58 establiments que hi havia el 2007, 1 era d'una empresa extractiva, 2 d'empreses alimentàries, 3 d'empreses de fabricació d'altres productes industrials, 6 d'empreses de construcció, 12 d'empreses de comerç i reparació d'automòbils, 5 d'empreses de transport, 5 d'empreses d'hostatgeria i restauració, 1 d'una empresa d'informació i comunicació, 3 d'empreses financeres, 4 d'empreses immobiliàries, 3 d'empreses de serveis, 11 d'entitats de l'administració pública i 2 d'empreses classificades com a «altres activitats de serveis».
Dels 13 establiments de servei als particulars que hi havia el 2009, 1 era una oficina d'administració d'Hisenda pública, 1 gendarmeria, 1 oficina de correu, 1 una oficina bancària, 3 tallers de reparació d'automòbils i de material agrícola, 1 lampisteria, 2 electricistes, 1 perruqueria, 1 restaurant i 1 agència immobiliària.
Dels 7 establiments comercials que hi havia el 2009, 1 era un hipermercat, 1 una botiga de més de 120 m², 2 fleques, 1 una fleca, 1 una botiga de mobles i 1 una joieria.
L'any 2000 a Picquigny hi havia 4 explotacions agrícoles.

## Equipaments sanitaris i escolars
El 2009 hi havia 1 farmàcia i 1 ambulància.
El 2009 hi havia una escola elemental.

## Poblacions més properes

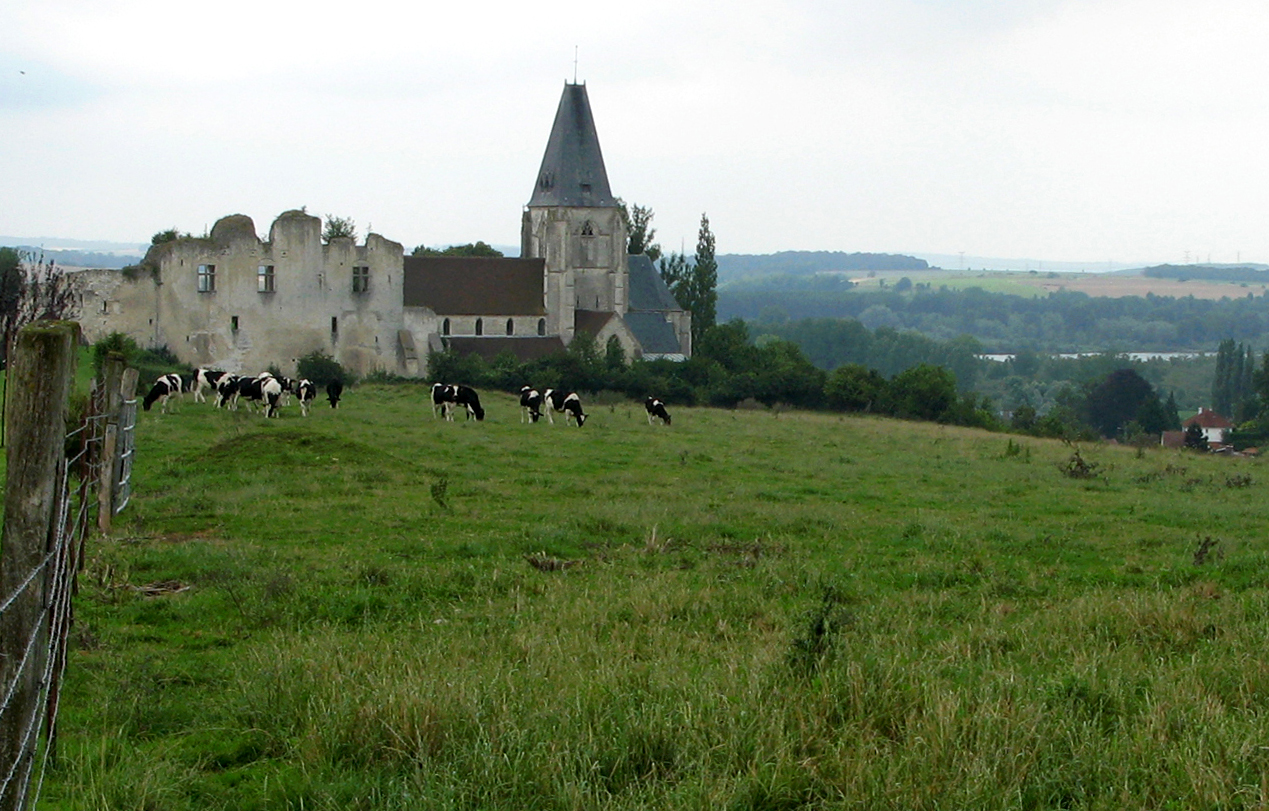

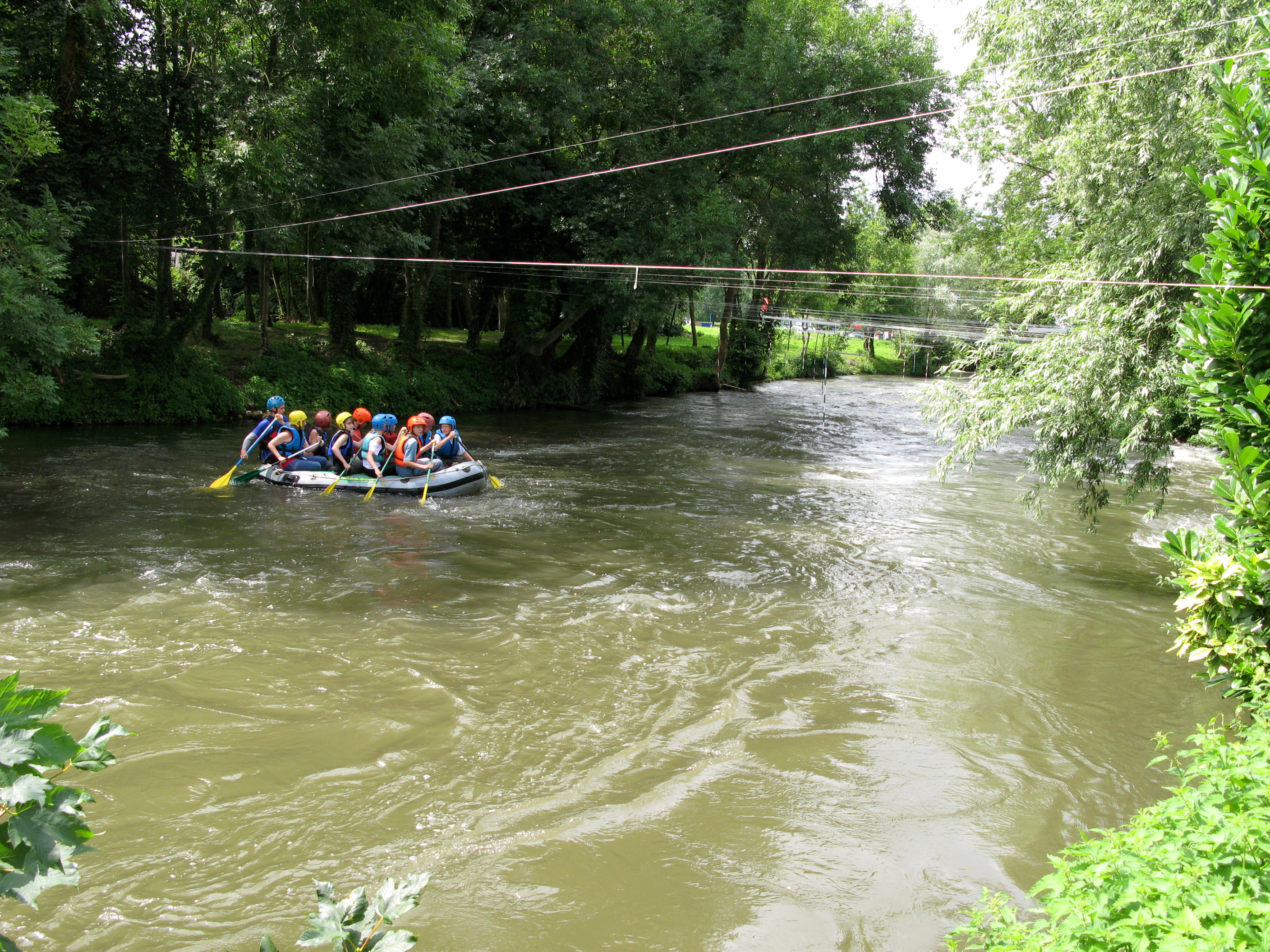
rafting a Picquigny

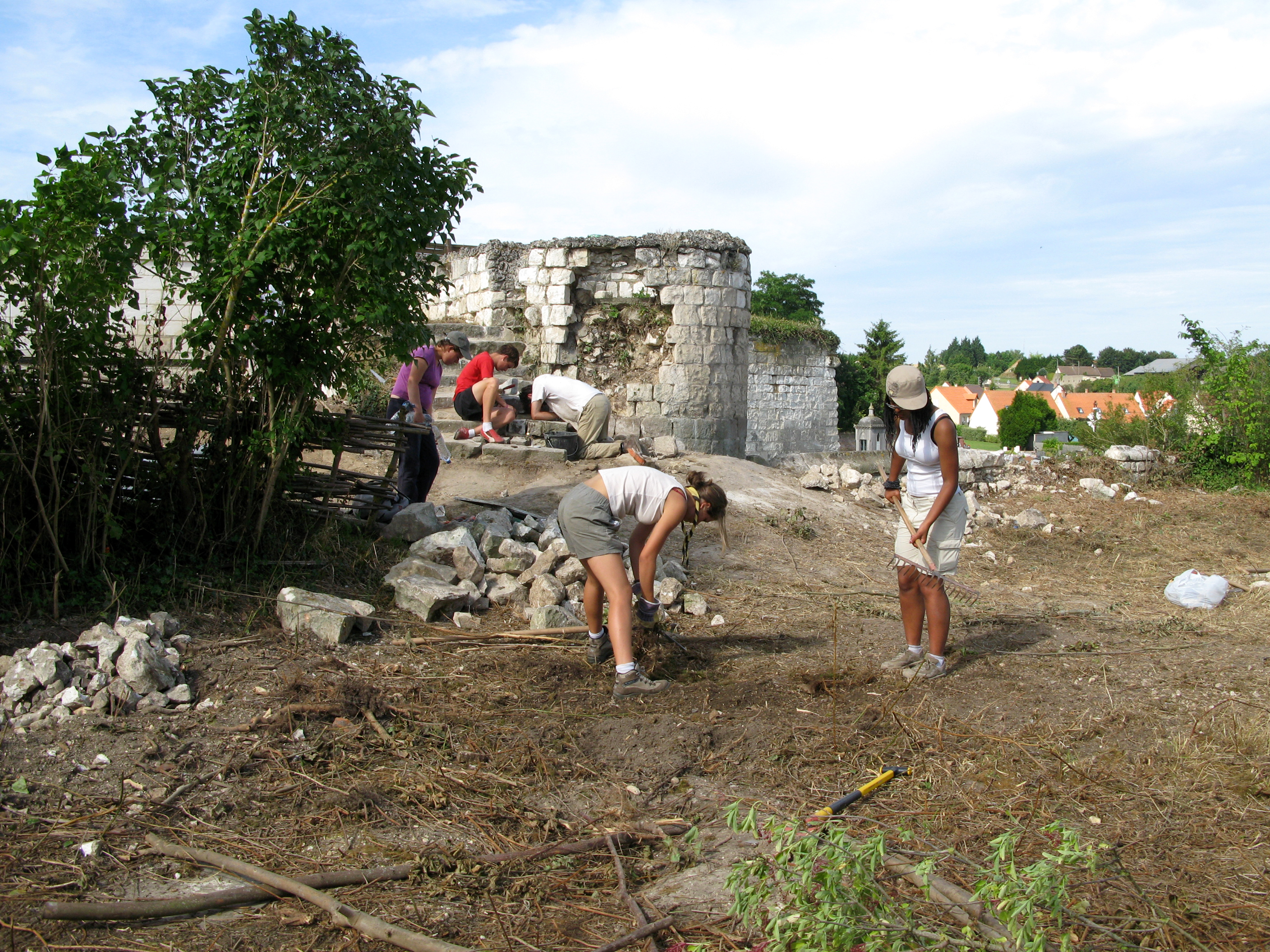

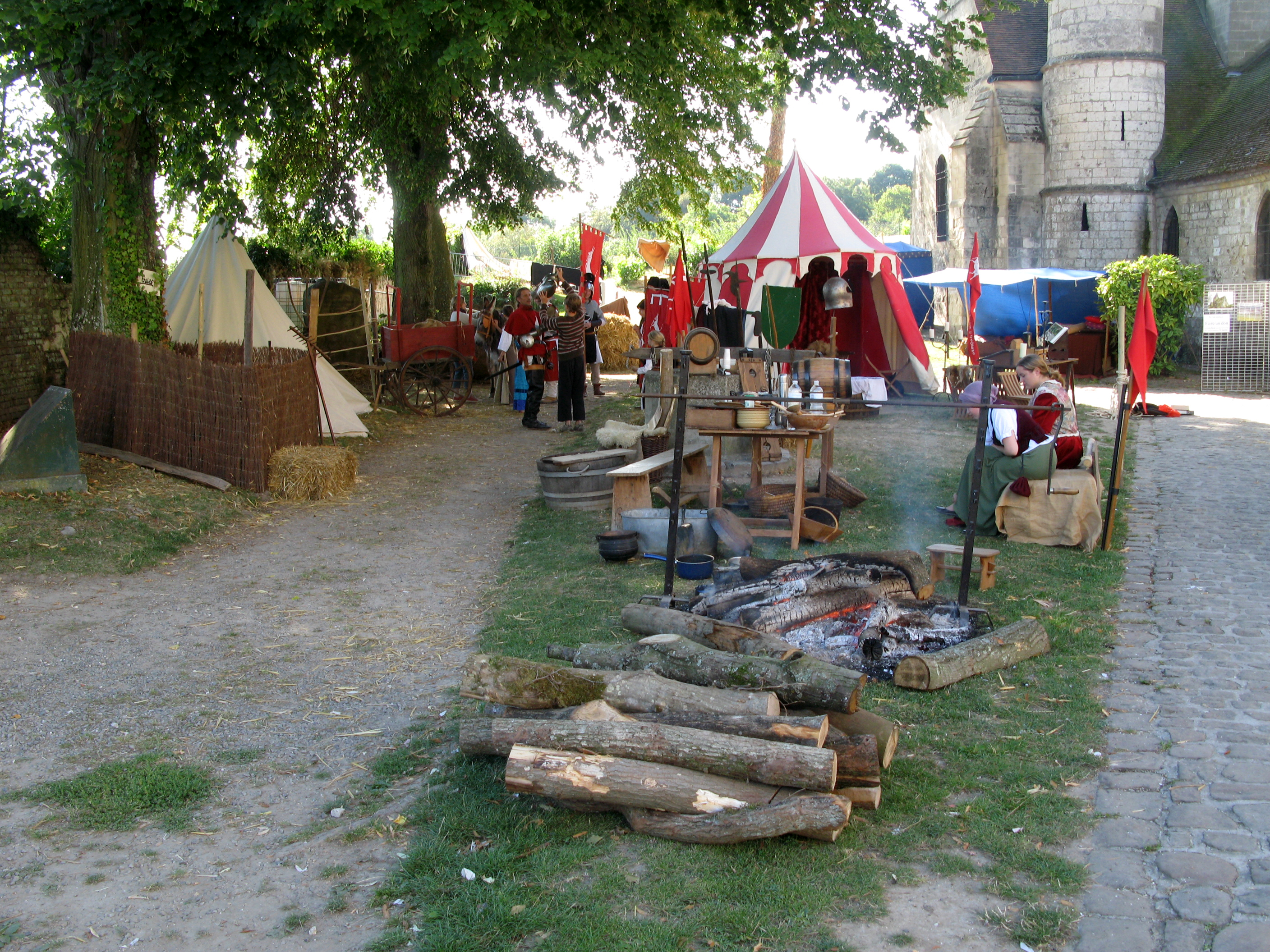
23 d'agost

El següent diagrama mostra les poblacions més properes.